# Liste der Kulturgüter in Schlatt TG
Die Liste der Kulturgüter in Schlatt TG enthält alle Objekte in der Gemeinde Schlatt im Kanton Thurgau, die gemäss der Haager Konvention zum Schutz von Kulturgut bei bewaffneten Konflikten, dem Bundesgesetz vom 20. Juni 2014 über den Schutz der Kulturgüter bei bewaffneten Konflikten sowie der Verordnung vom 29. Oktober 2014 über den Schutz der Kulturgüter bei bewaffneten Konflikten unter Schutz stehen.
Objekte der Kategorien A und B sind vollständig in der Liste enthalten, Objekte der Kategorie C fehlen zurzeit (Stand: 1. Januar 2023).

## Kulturgüter
| Foto |                                                                                             | Objekt                                                                                                  | Kat. | Typ | Standort                                               | Beschreibung |
| ---- | ------------------------------------------------------------------------------------------- | --- | ---- | --- | ------------------------------------------------------ | ------------ |
| ja   | Datei hochladen · Wikidata zu Ehemaliges Klarissenkloster Paradies Unterschlatt (Q1776398)  | Ehemaliges Klarissenkloster Paradies KGS-Nr.: 05188                                                     | A    | G   | Altparadies, Klostergutstrasse 4 692943 / 282262       |              |
| BW   | Datei hochladen · Wikidata zu Schaarenwald (Q96215667)                                      | Schaarenwald (bronzezeitliche Siedlung, römischer Wachtturm, neuzeitliche Befestigungen) KGS-Nr.: 09620 | A    | F   | 694500 / 283100                                        |              |
| ja   | Datei hochladen · Wikidata zu Doppelbauernhaus Altparadies (Q29526874)                      | Doppelbauernhaus Altparadies KGS-Nr.: 10252                                                             | A    | G   | Altparadies, Chrüzbuckweg 2–6 693039 / 282117          |              |
| ja   | Datei hochladen · Wikidata zu Reformierte Kirche (Q29883305)                                | Reformierte Kirche KGS-Nr.: 11040                                                                       | B    | G   | Unterschlatt, Frauenfelderstrasse 98.1 695043 / 279587 |              |
| ja   | Datei hochladen · Wikidata zu Glockenturm (Q29883303)                                       | Glockenturm KGS-Nr.: 13813                                                                              | B    | G   | Mettschlatt, Türmlistrasse 694734 / 279148             |              |
| ja   | Datei hochladen · Wikidata zu Bauernhaus (Q29883300)                                        | Bauernhaus KGS-Nr.: 13814                                                                               | B    | G   | Mettschlatt, Hauptstrasse 17 694641 / 279098           |              |
| ja   | Datei hochladen · Wikidata zu Wohnhaus Paradies, ehemalige Wirtschaft Zum Kreuz (Q29883312) | Wohnhaus Paradies, ehemalige Wirtschaft Zum Kreuz KGS-Nr.: 13816                                        | B    | G   | Altparadies, Klostergutstrasse 10 692806 / 282357      |              |
| ja   | Datei hochladen · Wikidata zu Steckhof (Q29883307)                                          | Steckhof KGS-Nr.: 13817                                                                                 | B    | G   | Dickihof 8–14 696598 / 278268                          |              |
| ja   | Datei hochladen · Wikidata zu Ehemaliger Speicher (Q29883302)                               | Ehemaliger Speicher KGS-Nr.: 13818                                                                      | B    | G   | Dickihof 8.1 696567 / 278276                           |              |
| ja   | Datei hochladen · Wikidata zu Torhaus des Klosters Paradies (Q29883308)                     | Torhaus des Klosters Paradies KGS-Nr.: 13890                                                            | B    | G   | Chrüzbuckweg 2 692993 / 282152                         |              |
| ja   | Datei hochladen · Wikidata zu Eisenbibliothek (Q1312689)                                    | Eisenbibliothek KGS-Nr.: 13893                                                                          | B    | S   | Altparadies, Klostergutstrasse 4 692895 / 282265       |              |